# Kitó Ferreira
Joaquim António Ferreira Gonçalves, meglio noto come Kitó Ferreira (7 maggio 1969), è un allenatore di calcio a 5 portoghese.

## Carriera
Dopo 2 anni alla guida del Fatima, tra il 2010 e il 2016 allena il CCRD Burinhosa, compiendo una scalata nel panorama calcettistico portoghese dalla Tercera divisão alla semifinale dei play-off scudetto nel 2016. La stagione 2016-2017 lo vede invece alla guida dei Leões. Nel 2017 si trasferisce in Italia per allenare il Gymnastic Fondi in Serie B. A seguito dell'esclusione della compagine laziale rimane senza squadra, fino alla chiamata, nel gennaio 2018 per sostituire Massimiliano Mannino sulla panchina del Latina, in massima serie, dove rimane fino a fine stagione.